# Stefanovo, Loveci
Stefanovo (în bulgară Стефаново) este un sat în comuna Loveci, regiunea Loveci,  Bulgaria. 

## Demografie
Componența etnică a satului Stefanovo
     Bulgari (94,94%)
     Nicio identificare (5,05%)
     Altele (0%)
La recensământul din 2011, populația satului Stefanovo era de 99 locuitori. Din punct de vedere etnic, majoritatea locuitorilor (94,94%) erau bulgari. Pentru 5,05% din locuitori nu este cunoscută apartenența etnică.